# Michael Crichton
John Michael Crichton (Chicago, 23 de octubre de 1942-Los Ángeles, 4 de noviembre de 2008) fue un escritor, guionista, director, productor de cine y médico estadounidense. Es especialmente célebre por sus trabajos en los géneros de la ciencia ficción, la intriga y la ficción médica. Se han vendido más de doscientos millones de copias literarias de sus obras, la mayoría superventas, que han sido traducidas a más de treinta y ocho idiomas, y de las cuales doce se han llevado al cine. 
Sus novelas suelen contar con elementos del género de la acción y se centran en un fuerte componente tecnológico. De hecho Crichton es considerado el iniciador del género narrativo tecno-thriller. Sus novelas a menudo exploran avances científicos y tecnológicos futuros que acaban en catástrofes de la biotecnología. Crichton es conocido por ser el padre de Parque Jurásico y también de la prestigiosa serie de televisión ER. Es la única persona que ha tenido simultáneamente, en Estados Unidos, el libro más vendido —Acoso—, la película número uno en la taquilla —Parque Jurásico— y la serie de televisión con mayor audiencia —ER—.

## Primeros años y educación
Crichton nació en Chicago (Illinois), hijo de John Henderson Crichton (periodista) y Zula Miller Crichton, criándose posteriormente en Roslyn, en la zona de la costa norte de Long Island (Nueva York). Tiene dos hermanas, Kimberly y Catherine; y un hermano menor llamado Douglas.
De joven, Crichton estudió primaria en los colegios públicos de Nueva York: Greenvale y East Hills, ambos cerca de Roslyn. Ya en su etapa adolescente, cursó sus estudios secundarios en el instituto Roslyn High School.
Asistió a la Universidad de Harvard, donde estudió antropología y se graduó summa cum laude en 1964, obteniendo un pregrado académico en artes (B.A., Bachelor of Arts) cursado en la Escuela de Medicina de Harvard. Durante el año académico 1961-62 jugó al baloncesto en la Ivy League de la División I de la NCAA como parte de los Harvard Crimson.
En 1965, con solo 23 años, Crichton dejó los estudios para marcharse a Europa y comenzó a impartir clases en esa materia como profesor visitante en la Cambridge, en Inglaterra. Gracias a una beca de la Henry Russell Shaw Fellowship, continuó su viaje por toda Europa y parte de África del Norte antes de regresar a Estados Unidos.
De vuelta en su país natal, comenzó la carrera de medicina, la cual pagaba escribiendo novelas bajo diferentes seudónimos. Formó parte de la fraternidad Phi Beta Kappa y, en 1969, se gradúa en medicina (M.D.). Entre 1969 y 1970, Crichton continúa con el posgrado en el Instituto Salk de estudios biológicos de La Jolla (San Diego, California). En 1988, ejerce como escritor visitante en el MIT (Instituto Tecnológico de Massachusetts).

## Matrimonios
A lo largo de su vida, Crichton contrajo matrimonio en cinco ocasiones y se divorció en cuatro. Estuvo casado con Suzanna Childs, Joan Radam (1965-1970), Kathy St. Johns (1978-1980) y Anne-Marie Martin, la madre de su única hija, Taylor Anne. Hasta su muerte, Crichton estuvo casado con la actriz Sherri Alexander.

## Carrera literaria
Intencionadamente o no, su carrera ha sido paralela a la de Arthur Conan Doyle, creador de Sherlock Holmes, el cual precisamente, junto a Mark Twain o Alfred Hitchcock según decía, eran las mayores influencias en su carrera. Al igual que Doyle, Crichton era médico, pero desarrolló su carrera como escritor. Además, Crichton ha investigado lo paranormal y las tendencias de su tiempo desde un punto de vista científico. Tanto Crichton como Doyle escribieron sobre dinosaurios vivos en los tiempos modernos (Jurassic Park y El mundo perdido, este último en homenaje a la novela homónima de Conan Doyle El mundo perdido).

### Seudónimos
Durante sus estudios de medicina, Crichton escribe algunas obras bajo los seudónimos de John Lange y Jeffery Hudson. Este último alias le sirve para escribir Un caso de urgencia (A case of need), trabajo que le valió el Premio Edgar Allan Poe a la Mejor Novela en 1969, año en el que también escribe su primer superventas y la primera de sus novelas que iría a parar a las pantallas de cine: La amenaza de Andrómeda (The Andromeda Strain).
Por esta fecha, también usó el seudónimo de Michael Douglas, para escribir junto a su hermano Douglas la novela Dealing. Por cierto, el seudónimo proviene de los nombres Michael y Douglas Crichton. La contraportada de ese libro contiene una foto de Michael Crichton y su hermano a una edad muy temprana. La foto fue tomada por su madre.
Sus dos seudónimos iniciales fueron ideados para reflejar su altura por encima de la media. Según sus propias palabras, medía 2,06 m en 1997. Lange es un apellido que en alemán significa «uno alto» y Jeffrey Hudson, fue un famoso enano del siglo XVII en la corte de la reina consorte de Inglaterra, Enriqueta María de Francia.
Crichton admitió que una vez, siendo estudiante, plagió una obra de George Orwell y la presentó como suya. Según él, su profesor calificó el trabajo con una nota de «B-». Crichton ha afirmado que el plagio no fue con intención de engañar a la escuela, sino más bien como un experimento: Crichton sospechaba que el profesor en cuestión le daba notas anormalmente bajas intencionadamente, lo que confirmó el experimento.

### Argumentos reales para desarrollar fantasía
Pese a su predilección por las novelas tecno-científicas, Crichton carece de formación académica científica fuera de la medicina y en las materias de algunos de los argumentos de sus novelas. No obstante, Crichton ofrece siempre en ellas una voluminosa cantidad de material real informativo, tanto a nivel de investigaciones como prensa y estudios, a modo de base para sus argumentos desde los que desarrolla la fantasía.
A pesar de la credibilidad que Crichton imprimía a los argumentos de sus novelas, en la mayoría afirmó, en algún apartado de la obra, que dichos argumentos sólo eran conjeturas y que, aunque basadas en ocasiones en hechos y bases reales, simplemente era una novela de ficción y que así se habían de entender.

«Este es un libro de ficción. Los personajes, empresas, instituciones y organizaciones de esta novela son fruto de la imaginación del autor o, si son reales, se usan de forma ficticia, sin voluntad de describir su actividad real. Por otra parte, las referencias a personas, instituciones u organizaciones reales citadas en las notas al pie son correctas. Los pie de página son verdaderos.»
Michael Crichton - Estado de miedo

### Crichton, escéptico y contra elnuevo ecologismo
Básicamente a la par, y desde de la publicación de su novela Estado de miedo en 2004, Crichton intensificó, sobre todo, su participación en conferencias respecto al cambio climático, el calentamiento global y su crítica hacia lo que él denominaba: la nueva religión del ecologismo. Aunque, en realidad, gran parte de sus argumentos no eran nuevos como por ejemplo la crítica al amarillismo.

#### Controversia de la obraEstado de miedo
En Estado de miedo, de 2004, Crichton pone de manifiesto su, en ese momento, activismo escéptico, orientado a denunciar lo que él considera el componente sensacionalista y religioso del ecologismo, así como la incursión de la política en el campo de la ciencia. Es, por ejemplo, muy crítico con el consenso científico que se supone que existe en torno a la actual teoría del calentamiento global. Aún así, Crichton, afirmó que nunca ha desmentido el cambio climático de origen antropogénico y que es muy necesario saber distinguir en la novela la realidad de la ficción.

Como excepción al estilo habitual de Crichton, esta novela, sin dejar de ser una novela, podría considerarse incluso un ensayo del autor con un gran volumen de información adicional y contrastada. Así, Crichton advierte que los pies de página son todos verdaderos y los acompaña con:
- Un largo «Mensaje del autor» (6 páginas) que engloba los puntos más importantes de su opinión al respecto.
- Un apéndice de 8 páginas, sobre su opinión respecto de la «Politización de la ciencia».
- Dos apéndices más, de 28 páginas, con las fuentes de los gráficos y la bibliografía utilizada citando libros, revistas especializadas y estudios científicos.

En el «Mensaje del autor» de dicha novela, Estado de miedo, cabe destacar como puntos que pueden describir la postura de Crichton en relación con el calentamiento global y el cambio climático, los siguientes:
Mensaje del autor:
- Pág. 643: «El dióxido de carbono presente en el planeta Tierra aumenta y la actividad humana es la causa probable.»
- Pág. 644: «Nadie sabe en qué medida la actual tendencia al calentamiento podría deberse a la actividad humana.»
- Pág. 644: «Sospecho que parte del calentamiento en superficie observado se atribuirá en último extremo a la actividad humana.

Sospecho que el principal efecto humano se derivará del uso de la Tierra, y que el componente atmosférico será menor.»
- Pág. 644: «[...] No podemos evaluar el futuro, ni podemos predecirlo. Estos son eufemismos. Solo podemos hacer suposiciones. Una suposición bien fundada sigue siendo solo una suposición.»

Cabe pensar que el activismo crítico de Crichton fue en aumento en sus últimos años de vida, ya que en la mayoría de sus últimas obras (Punto crítico (1996), Estado de miedo (2004)...), exhibía una furiosa crítica dirigida a la opinión desinformada y al sensacionalismo de la prensa.

### Fantasías sobre ciencia real
Algunas de las fantasías desarrolladas por Crichton sobre hechos científicos más famosas son:

#### Recuperar elgenomade un dinosaurio
La posibilidad de recuperar el genoma completo de un dinosaurio en «Parque Jurásico», en su día se basaba en supuestos científicos desarrollados por amigos cercanos también científicos. La ficción se basaba en experimentos reales genéticos que, en la actualidad y no se sabe bien si a raíz de la expectación que suscitó la obra de Crichton, aún con probabilidades muy remotas comenzaron a cobrar fuerza y relevancia en detrimento del escepticismo, confirmando, así, parte del carácter visionario del escritor.
Paradójicamente, en relación con el descubrimiento de Mary Higby Schweitzer, de la Universidad Estatal de Montana, es muy probable que Crichton desechara las notas de prensa que intentan afianzar su fantasía por dos razones obvias: siempre aseguró que solo era fantasía y siempre estuvo contra el sensacionalismo de la prensa.

#### Teoría del caos en Parque Jurásico
Las teorías matemáticas de Parque Jurásico desarrolladas por Ian Malcolm (matemático en el libro) pueden ser consideradas en parte fantasiosas o parte de la propia teoría del caos en que se basan.[cita requerida]

## Obras

### Novelas
- Odds On (1966), con el seudónimo de John Lange
- Scratch One (1967), como John Lange
- Easy Go (1968, también titulada como The Last Tomb), como John Lange
- Un caso de urgencia (A Case of Need, 1968), como Jeffery Hudson y con su nombre a partir de 1993 / Premio Edgar a la Mejor novela
- Zero Cool (1969), como John Lange
- La amenaza de Andrómeda (The Andromeda Strain, 1969)
- The Venom Business (1969), como John Lange
- Drug of Choice (1970, también titulada como Overkill), como John Lange
- Dealing (1970, coescrita con su hermano Douglas Crichton), como Michael Douglas
- Grave Descend (1970), como John Lange
- Binario (1972), como John Lange y con su nombre a partir de 1993
- El hombre terminal (The Terminal Man, 1972)
- El gran robo del tren (The Great Train Robbery, 1975)
- Devoradores de cadáveres (Eaters of the Dead, 1976)
- Congo (Congo, 1980)
- Esfera (Sphere, 1987)
- Parque Jurásico (Jurassic Park, 1990)
- Sol naciente (Rising Sun, 1992)
- Acoso (Disclosure, 1994)
- El mundo perdido (The Lost World, 1995)
- Punto crítico (Airframe, 1996)
- Rescate en el tiempo (Timeline, 1999)
- Presa (Prey, 2002)
- Estado de miedo (State of Fear, 2004)
- Next (Next, 2006)
- Latitudes piratas  (Pirate Latitudes, 2009), publicación póstuma
- Micro (Micro, 2011), publicación póstuma, obra inacabada
- Dientes de dragón (Dragon Teeth, 2018), publicación póstuma

### No ficción
- Entre la vida y la muerte (Five patients, 1970), autobiográfica
- Jasper Johns (Jasper Johns, 1977), sobre el pintor Jasper Johns
- Vida electrónica (Electronic Life, 1983), sobre el mundo de las computadoras
- Viajes y experiencias (Travels, 1988), autobiográfica

### Obras adaptadas al cine o televisión
Novelas
- Un caso de urgencia (A case of need):
  - 1970 - Diagnóstico: asesinato (The Carey Treatment), dirigida por Blake Edwards y protagonizada por James Coburn.

- La amenaza de Andrómeda (The Andromeda Strain):
  - 1971 - La amenaza de Andrómeda (película) (The Andromeda Strain), dirigida y producida por Robert Wise.
  - 2008 - La amenaza de Andrómeda (miniserie) (The Andromeda Strain), dirigida por Mikael Salomon y producida por Ridley Scott, es emitida por la A&E Network a partir de mayo de 2008.

- El hombre terminal (The Terminal Man):
  - 1974 - El hombre terminal (The Terminal Man), dirigida por Mike Hodges.

- El gran robo del tren (The Great Train Robbery):
  - 1979 - El gran robo del tren (The First Great Train Robbery), dirigida por él mismo y protagonizada por Sean Connery, Donald Sutherland y Lesley-Anne Down.

- Parque Jurásico (Jurassic Park):
  - 1993 - Parque Jurásico (Jurassic Park), dirigida por Steven Spielberg e interpretada por Sam Neill, Laura Dern y Jeff Goldblum, entre otros.

- Sol naciente (Rising sun):
  - 1993 - Sol naciente (Rising Sun), dirigida por Philip Kaufman y protagonizada por Sean Connery, Wesley Snipes y Harvey Keitel.

- Acoso (Disclosure):
  - 1994 - Acoso (Disclosure), dirigida por Barry Levinson, protagonizado por Michael Douglas y Demi Moore, y del que, una vez más, vuelve a ser coproductor.

- Congo (Congo):
  - 1995 - Congo, dirigida por el productor (habitual de Spielberg) Frank Marshall, producida por la, también habitual en el equipo de Spielberg, Kathleen Kennedy y protagonizada por Dylan Walsh y Laura Linney.

- El mundo perdido (The Lost World):
  - 1997 - El mundo perdido: Parque Jurásico II (The Lost World: Jurassic Park), de nuevo con Spielberg, protagonizada de nuevo por Jeff Goldblum, esta vez en un papel principal, y Julianne Moore.

- Esfera (Sphere):
  - 1998 - Esfera (Sphere), dirigida por Barry Levinson y protagonizada por Dustin Hoffman, Sharon Stone y Samuel L. Jackson.

- Devoradores de cadáveres (Eaters of the Dead):
  - 1999 - El guerrero número 13 (The 13th Warrior), dirigida por John McTiernan[25] y protagonizada por Antonio Banderas en la que Crichton formaba parte de la producción y del guion.[26]

- Rescate en el tiempo (Timeline):
  - 2003 - Timeline (Timeline), dirigida por Richard Donner.

Guiones
- 1973 - Westworld, escrita y dirigida por Michael Crichton y protagonizada por Yul Brynner, Richard Benjamin y James Brolin.
- 1984 - Runaway, escrita y dirigida por Michael Crichton
- 1993 - Parque Jurásico, escrito junto a David Koepp.
- 1996 - Twister (guion de Michael Crichton y Anne-Marie Martin), dirigida por Jan de Bont y protagonizada por Bill Paxton y Helen Hunt.

### Películas como director
- 1972: Pursuit (Telefilm)
- 1973: Westworld
- 1978: Coma
- 1979: El primer gran asalto al tren (The First Great Train Robbery)
- 1981: Looker
- 1984: Runaway
- 1989: Physical Evidence

### Televisión
- ER (ER, 1994-2009, 15 temporadas), creador, guionista y productor ejecutivo.

### Obras inacabadas
En abril de 2009, HarperCollins hizo público el descubrimiento, en el ordenador del autor, de una novela incompleta que debería publicarse el 24 de noviembre de ese mismo año con el título de Pirate Latitudes (Latitudes piratas). Asimismo, confirmaron que se inició el proceso para encontrar a un escritor que concluyera la obra inacabada de Crichton.

## Fallecimiento
El 5 de noviembre de 2008, a través de un comunicado de su mujer Sherri y su hija Taylor al programa Entertainment Tonight de la CBS, informaban que Crichton había fallecido el día anterior, 4 de noviembre de 2008, en Los Ángeles a la edad de 66 años, «tras una valiente y privada batalla contra el cáncer», según las propias palabras de la familia en las declaraciones publicadas en varios medios de comunicación.
Crichton tenía previsto publicar una nueva novela en diciembre de 2008, pero la editorial HarperCollins había informado que el libro quedaba pospuesto indefinidamente debido a la enfermedad del escritor. El comunicado de su familia, posiblemente, resuma mejor que nada la huella que dejó la obra de Crichton: «A través de sus libros [...]», dice, el escritor «[...] sirvió de inspiración para estudiantes de todas las edades, desafió a científicos en muchos ámbitos e iluminó los misterios del mundo de un modo que todos pudimos entender.».
En dicho comunicado, la familia, finalmente y a modo de epitafio, diría de él:

«Mientras el mundo lo conoció como un gran narrador que cuestionó nuestras ideas preconcebidas sobre el mundo que nos rodea, -- entreteniéndonos mientras lo hacía -- su esposa Sherri, su hija Taylor, su familia y sus amigos conocieron a Michael Crichton como un esposo dedicado, un padre cariñoso y un amigo generoso que inspiró a cada uno de nosotros para tratar de ver las maravillas de nuestro mundo a través de nuevos ojos.»
«While the world knew him as a great story teller that challenged our preconceived notions about the world around us -- and entertained us all while doing so -- his wife Sherri, daughter Taylor, family and friends knew Michael Crichton as a devoted husband, loving father and generous friend who inspired each of us to strive to see the wonders of our world through new eyes.»
Comunicado de la familia en la web oficial

Así mismo, los allegados a la familia, pidieron respetuosamente en nombre de la misma que se respetara su intimidad en estos momentos tan difíciles; y comunicaron que habría un funeral privado pero que, posiblemente, no hubiera más detalles.

## Premios y honores
Como cineasta, Crichton ganó el premio Emmy por un espacio en Primetime, otros 9 premios y ha sido nominado para otras 9 categorías en diversos premios o certámenes.

### Literatura
- 1969: Premio Edgar a la Mejor Novela por Un caso de necesidad, A case of need, escrita bajo su seudónimo Jeffery Hudson.

### Cine o televisión
- 1980: Premio Edgar a la Mejor Película por El primer gran asalto al tren, The Great Train Robbery.
- 1985: Premio del Festival Internacional de Cine Fantástico de Bruselas a la Mejor Película por Locker (1981).
- 1994: Premio Saturn al Mejor Guionista por Parque Jurásico.
- 1995: Óscar al Mejor Desarrollo Técnico para el cine por Parque Jurásico en la implementación por ordenador de los efectos visuales.
- 1995: Premio PGA, concedido por el Gremio de Productores de América, al Productor de Televisión del Año por episodios por ER).
- 1996: Premio Emmy a la Mejor Serie de Ficción por ER.
- 1996: Premios WGA, concedido por el Gremio de Escritores de América, al Mejor Guion Cinematográfico por ER.

### A la persona
- 1998: Premio Saturn a la mejor trayectoria profesional.
- 2003: se denomina una nueva especie de dinosaurio (anquilosaurio) en su honor: Crichtonsaurus bohlini.